# Andrea Lilio

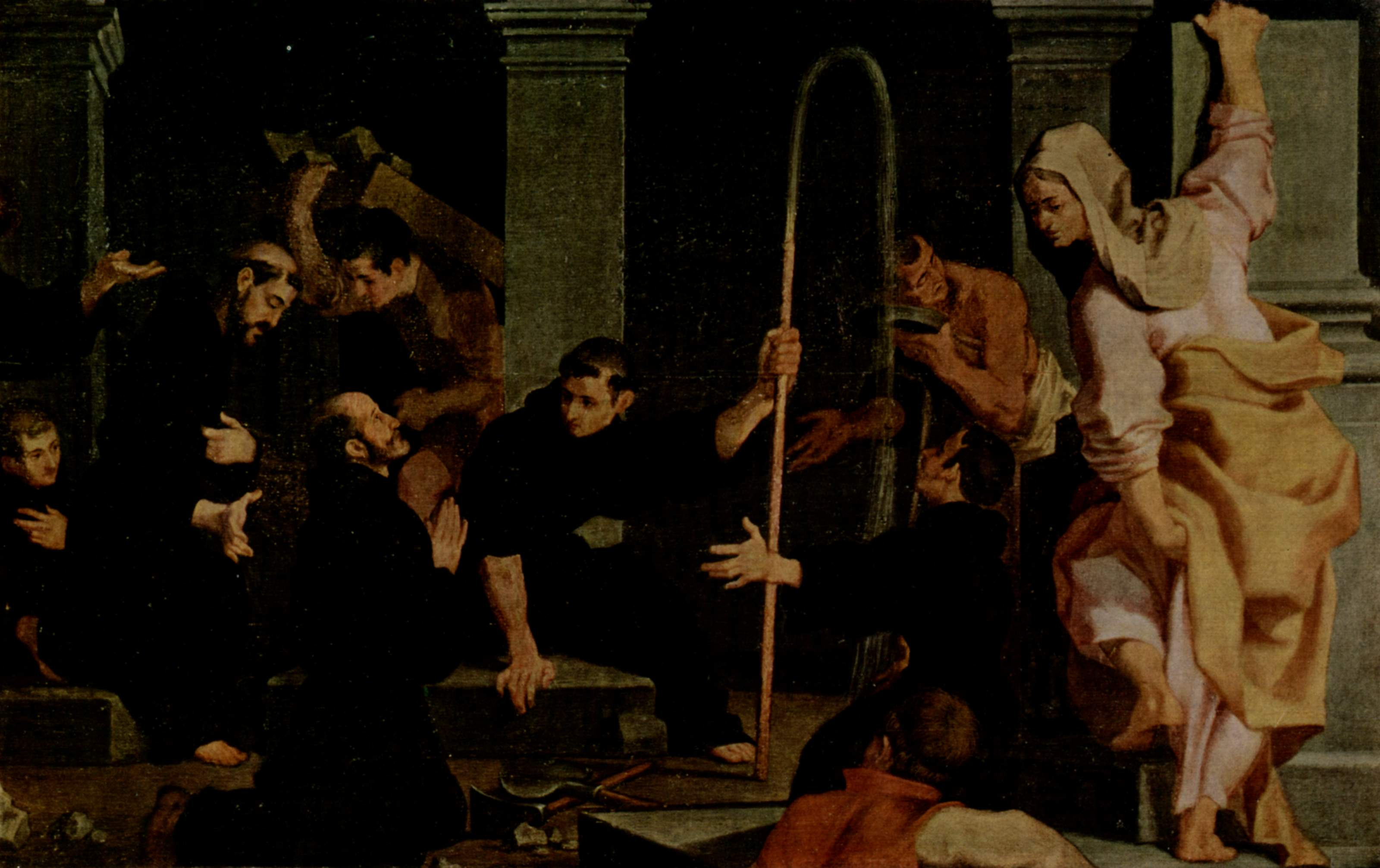
Andrea Lilio, Scena z życia św. Mikołaja, Pinacoteca Civica Francesco Podesti, Ankona

Andrea Lilio (ur. 1555, zm. 1642, zwany L’Anconitano) – włoski malarz czynny na przełomie późnego manieryzmu i wczesnego baroku. Swój przydomek zawdzięczał pochodzeniu z miasta Fano w pobliżu Ankony, gdzie wykonywał swe wczesne zamówienia.

## Życiorys
Prawdopodobnie był uczniem Federica Barocciego, którego wpływ widoczny jest w wielu jego obrazach.
Aktywny głównie w Rzymie, gdzie od początku XVII wieku pracował nad dekorowaniem ścian Biblioteki Watykańskiej na zlecenia papieża Sykstusa V oraz malowaniem polichromii zdobiących bazylikę św. Jana na Lateranie, wśród których wyróżniają się malowidła przedstawiające sceny z życia Mojżesza, oraz Święty Michał Archanioł w walce z upadłymi aniołami w kaplicy Chiesa Nuova i Chrystus umywający nogi uczniom z bazyliki Santa Maria Maggiore.
Do najbardziej znanych dzieł malarza stworzonych w jego rodzinnym regionie zalicza się fresk przedstawiający Męczeństwo św. Wawrzyńca w kościele Santa Caterina w Ankonie.
Zmarł w Ascoli Piceno w 1642 roku.